# Margarita de Austria (1894-1986)
Margarita de Austria-Toscana (en alemán: Margaretha von Österreich-Toskana; Lemberg, 8 de mayo de 1894 - Viareggio, 21 de junio de 1986) fue una hija del archiduque Leopoldo Salvador de Austria-Toscana y de  Blanca, infanta de España. Era miembro de la rama Toscana de la Casa de Habsburgo-Lorena. Después de la caída del Imperio austrohúngaro, vivió en el exilio, primero en Barcelona, y desde la década de 1930 hasta el fin de su vida en Italia. En 1937, se casó un diplomático italiano, el marqués Francisco María Taliani de Marchio. La pareja, que ya tenía más de cuarenta años al momento del matrimonio, no tuvieron descendencia.

## Primeros años
Margarita nació en Lemberg, Galitzia (actualmente Lviv, en Ucrania occidental), entonces parte del Imperio austrohúngaro. Era la tercera de los diez hijos del archiduque Leopoldo Salvador de Austria-Toscana y de su esposa, la infanta Blanca de Borbón y Borbón-Parma. Su apodo dentro de su familia era "Meg"; recibió el nombre Margarita en honor a su abuela materna, la princesa Margarita de Borbón-Parma, quien había muerto un año antes de su nacimiento.
Margarita creció durante el último periodo de la monarquía austriaca. Fue criada junto con sus muchos hermanos y hermanas en las varias propiedades que poseían sus padres. Mientras se encontraban en Viena, vivieron en el Palacio Toscana, con el castillo de Wilhelminenberg como su casa de campo. Las vacaciones las pasaban en Italia, donde la infanta Blanca poseía una propiedad rural cerca de Viareggio. Su familia era multicultural ya que los antepasados paternos de Margarita habían reinado en Austria, Gran Ducado de Toscana y en el Reino de las Dos Sicilias. Su familia materna había reinado en España, Ducado de Parma, Ducado de Módena, Portugal y Francia.
Margarita fue educada junto a sus hermanas, Dolores e Inmaculada. Las tres archiduquesas, muy cercanas en edad, compartían un gusto por las artes. Sentía pasión por las artes dramáticas. Aprendió, además de su nativo alemán, francés, español, húngaro e italiano. Era descrita cómo encantadora, culta e inteligente, pero sencilla. Durante la Primera Guerra Mundial, su padre sirvió como inspector general de artillería y su hermano, el archiduque Raniero, se unió al ejército austriaco para luchar en el frente italiano, mientras Margarita y su hermana, Inmaculada, trabajaron para la Cruz Roja austriaca.

## Exilio
Tras la caída de la monarquía en 1918, el gobierno republicano de Austria confiscó las propiedades de la familia imperial. La familia perdió toda su fortuna. Dos de los hermanos de Margarita, los archiduques Raniero y Leopoldo, decidieron quedarse en Austria y reconocieron a la nueva república. El resto de la familia se mudó a España en enero de 1919. Vivieron en Barcelona con simpleza por más de quince años. El estallido de la guerra civil española en 1936 obligó a Margarita, su madre y sus hermanos solteros a abandonar España.
Margarita contrajo matrimonio a los 43 años, una edad tardía para la época. Su marido, Francisco María Taliani, marqués de Marchio (22 de octubre de 1887-16 de marzo de 1968), era un diplomático italiano. La boda tuvo lugar el 27 de noviembre de 1937 en el castillo de Sonnberg en las afueras de Viena, propiedad de su hermano, el archiduque Antonio, y de su esposa, la princesa Ileana de Rumanía.
Margarita y su marido se trasladaron a Nankín, entonces capital de China, donde Taliani servía como el embajador italiano en China entre 1938 y 1943. Era un periodo turbulento. En diciembre de 1937, las tropas japonesas ocuparon Nankín. En junio de 1940, Italia se introdujo en la Segunda Guerra Mundial, aliándose con Alemania y Japón. Cuando, en septiembre de 1943, Italia se rindió ante las fuerzas Aliadas, Margarita y su marido fueron detenidos y enviados a un campamento de concentración japonés hasta el verano de 1945. A principios de 1946, la pareja regresó a Italia. El marido de Margarita era muy rico y un ávido coleccionista de arte. Compraron una casa en Venecia. En febrero de 1951, se mudaron a España, donde el marqués sirvió como embajador italiano en el gobierno de Francisco Franco hasta 1952, cuando Taliani se vio obligado a retirarse, jubilandose. El matrimonio se asentó en Roma. Después de veinte años de matrimonio, Francisco Maria Taliani murió en 1968, a los 80 años. En su viudez, Margarita vivió entre Roma y la Tenuata Reale, una propiedad rural cerca de Viareggio que compartía con sus hermanas, Dolores e Inmaculada. Margarita las sobrevivió y sobrevivió a sus demás hermanos, excepto a Antonio y Asunta. A su muerte el 21 de junio de 1986, a los 92 años, ella le entregó la Tenuta Reale a la comuna de Viareggio para convertirla en un centro público y cultural. Su sobrino, el archiduque Dominico, heredó su fortuna.

## Ancestros
|  |                                            |  |  |  |  |  |  |  |  |  |  |  |  |  |  |  |
|  | 16. Fernando III de Toscana                |  |  |  |  |  |  |  |  |  |  |  |  |  |  |  |
|  |                                            |  |  |  |  |  |  |  |  |  |  |  |  |  |  |  |
|  |                                            |  |  |  |  |  |  |  |  |  |  |  |  |  |  |  |
|  | 8. Leopoldo II de Toscana                  |  |  |  |  |  |  |  |  |  |  |  |  |  |  |  |
|  |                                            |  |  |  |  |  |  |  |  |  |  |  |  |  |  |  |
|  |                                            |  |  |  |  |  |  |  |  |  |  |  |  |  |  |  |
|  | 17. Luisa de Borbón-Dos Sicilias           |  |  |  |  |  |  |  |  |  |  |  |  |  |  |  |
|  |                                            |  |  |  |  |  |  |  |  |  |  |  |  |  |  |  |
|  |                                            |  |  |  |  |  |  |  |  |  |  |  |  |  |  |  |
|  | 4. Carlos Salvador de Austria-Toscana      |  |  |  |  |  |  |  |  |  |  |  |  |  |  |  |
|  |                                            |  |  |  |  |  |  |  |  |  |  |  |  |  |  |  |
|  |                                            |  |  |  |  |  |  |  |  |  |  |  |  |  |  |  |
|  | 18. Francisco I de las Dos Sicilias        |  |  |  |  |  |  |  |  |  |  |  |  |  |  |  |
|  |                                            |  |  |  |  |  |  |  |  |  |  |  |  |  |  |  |
|  |                                            |  |  |  |  |  |  |  |  |  |  |  |  |  |  |  |
|  | 9. María Antonieta de Borbón-Dos Sicilias  |  |  |  |  |  |  |  |  |  |  |  |  |  |  |  |
|  |                                            |  |  |  |  |  |  |  |  |  |  |  |  |  |  |  |
|  |                                            |  |  |  |  |  |  |  |  |  |  |  |  |  |  |  |
|  | 19. María Isabel de España                 |  |  |  |  |  |  |  |  |  |  |  |  |  |  |  |
|  |                                            |  |  |  |  |  |  |  |  |  |  |  |  |  |  |  |
|  |                                            |  |  |  |  |  |  |  |  |  |  |  |  |  |  |  |
|  | 2. Leopoldo Salvador de Austria-Toscana    |  |  |  |  |  |  |  |  |  |  |  |  |  |  |  |
|  |                                            |  |  |  |  |  |  |  |  |  |  |  |  |  |  |  |
|  |                                            |  |  |  |  |  |  |  |  |  |  |  |  |  |  |  |
|  | 20. Francisco I de las Dos Sicilias (= 18) |  |  |  |  |  |  |  |  |  |  |  |  |  |  |  |
|  |                                            |  |  |  |  |  |  |  |  |  |  |  |  |  |  |  |
|  |                                            |  |  |  |  |  |  |  |  |  |  |  |  |  |  |  |
|  | 10. Fernando II de las Dos Sicilias        |  |  |  |  |  |  |  |  |  |  |  |  |  |  |  |
|  |                                            |  |  |  |  |  |  |  |  |  |  |  |  |  |  |  |
|  |                                            |  |  |  |  |  |  |  |  |  |  |  |  |  |  |  |
|  | 21. María Isabel de España (= 19)          |  |  |  |  |  |  |  |  |  |  |  |  |  |  |  |
|  |                                            |  |  |  |  |  |  |  |  |  |  |  |  |  |  |  |
|  |                                            |  |  |  |  |  |  |  |  |  |  |  |  |  |  |  |
|  | 5. María Inmaculada de Borbón-Dos Sicilias |  |  |  |  |  |  |  |  |  |  |  |  |  |  |  |
|  |                                            |  |  |  |  |  |  |  |  |  |  |  |  |  |  |  |
|  |                                            |  |  |  |  |  |  |  |  |  |  |  |  |  |  |  |
|  | 22. Carlos de Austria-Teschen              |  |  |  |  |  |  |  |  |  |  |  |  |  |  |  |
|  |                                            |  |  |  |  |  |  |  |  |  |  |  |  |  |  |  |
|  |                                            |  |  |  |  |  |  |  |  |  |  |  |  |  |  |  |
|  | 11. María Teresa de Austria                |  |  |  |  |  |  |  |  |  |  |  |  |  |  |  |
|  |                                            |  |  |  |  |  |  |  |  |  |  |  |  |  |  |  |
|  |                                            |  |  |  |  |  |  |  |  |  |  |  |  |  |  |  |
|  | 23. Enriqueta de Nassau-Weilburg           |  |  |  |  |  |  |  |  |  |  |  |  |  |  |  |
|  |                                            |  |  |  |  |  |  |  |  |  |  |  |  |  |  |  |
|  |                                            |  |  |  |  |  |  |  |  |  |  |  |  |  |  |  |
|  | 1. Margarita de Austria                    |  |  |  |  |  |  |  |  |  |  |  |  |  |  |  |
|  |                                            |  |  |  |  |  |  |  |  |  |  |  |  |  |  |  |
|  |                                            |  |  |  |  |  |  |  |  |  |  |  |  |  |  |  |
|  | 24. Carlos María Isidro de Borbón          |  |  |  |  |  |  |  |  |  |  |  |  |  |  |  |
|  |                                            |  |  |  |  |  |  |  |  |  |  |  |  |  |  |  |
|  |                                            |  |  |  |  |  |  |  |  |  |  |  |  |  |  |  |
|  | 12. Juan de Borbón y Braganza              |  |  |  |  |  |  |  |  |  |  |  |  |  |  |  |
|  |                                            |  |  |  |  |  |  |  |  |  |  |  |  |  |  |  |
|  |                                            |  |  |  |  |  |  |  |  |  |  |  |  |  |  |  |
|  | 25. María Francisca de Portugal            |  |  |  |  |  |  |  |  |  |  |  |  |  |  |  |
|  |                                            |  |  |  |  |  |  |  |  |  |  |  |  |  |  |  |
|  |                                            |  |  |  |  |  |  |  |  |  |  |  |  |  |  |  |
|  | 6. Carlos de Borbón y Austria-Este         |  |  |  |  |  |  |  |  |  |  |  |  |  |  |  |
|  |                                            |  |  |  |  |  |  |  |  |  |  |  |  |  |  |  |
|  |                                            |  |  |  |  |  |  |  |  |  |  |  |  |  |  |  |
|  | 26. Francisco IV de Módena                 |  |  |  |  |  |  |  |  |  |  |  |  |  |  |  |
|  |                                            |  |  |  |  |  |  |  |  |  |  |  |  |  |  |  |
|  |                                            |  |  |  |  |  |  |  |  |  |  |  |  |  |  |  |
|  | 13. María Beatriz de Austria-Este          |  |  |  |  |  |  |  |  |  |  |  |  |  |  |  |
|  |                                            |  |  |  |  |  |  |  |  |  |  |  |  |  |  |  |
|  |                                            |  |  |  |  |  |  |  |  |  |  |  |  |  |  |  |
|  | 27. María Beatriz Victoria de Saboya       |  |  |  |  |  |  |  |  |  |  |  |  |  |  |  |
|  |                                            |  |  |  |  |  |  |  |  |  |  |  |  |  |  |  |
|  |                                            |  |  |  |  |  |  |  |  |  |  |  |  |  |  |  |
|  | 3. Blanca de Borbón y Borbón-Parma         |  |  |  |  |  |  |  |  |  |  |  |  |  |  |  |
|  |                                            |  |  |  |  |  |  |  |  |  |  |  |  |  |  |  |
|  |                                            |  |  |  |  |  |  |  |  |  |  |  |  |  |  |  |
|  | 28. Carlos II de Parma                     |  |  |  |  |  |  |  |  |  |  |  |  |  |  |  |
|  |                                            |  |  |  |  |  |  |  |  |  |  |  |  |  |  |  |
|  |                                            |  |  |  |  |  |  |  |  |  |  |  |  |  |  |  |
|  | 14. Carlos III de Parma                    |  |  |  |  |  |  |  |  |  |  |  |  |  |  |  |
|  |                                            |  |  |  |  |  |  |  |  |  |  |  |  |  |  |  |
|  |                                            |  |  |  |  |  |  |  |  |  |  |  |  |  |  |  |
|  | 29. María Teresa de Saboya                 |  |  |  |  |  |  |  |  |  |  |  |  |  |  |  |
|  |                                            |  |  |  |  |  |  |  |  |  |  |  |  |  |  |  |
|  |                                            |  |  |  |  |  |  |  |  |  |  |  |  |  |  |  |
|  | 7. Margarita de Borbón-Parma               |  |  |  |  |  |  |  |  |  |  |  |  |  |  |  |
|  |                                            |  |  |  |  |  |  |  |  |  |  |  |  |  |  |  |
|  |                                            |  |  |  |  |  |  |  |  |  |  |  |  |  |  |  |
|  | 30. Carlos Fernando de Artois              |  |  |  |  |  |  |  |  |  |  |  |  |  |  |  |
|  |                                            |  |  |  |  |  |  |  |  |  |  |  |  |  |  |  |
|  |                                            |  |  |  |  |  |  |  |  |  |  |  |  |  |  |  |
|  | 15. Luisa de Artois                        |  |  |  |  |  |  |  |  |  |  |  |  |  |  |  |
|  |                                            |  |  |  |  |  |  |  |  |  |  |  |  |  |  |  |
|  |                                            |  |  |  |  |  |  |  |  |  |  |  |  |  |  |  |
|  | 31. María Carolina de Borbón-Dos Sicilias  |  |  |  |  |  |  |  |  |  |  |  |  |  |  |  |
|  |                                            |  |  |  |  |  |  |  |  |  |  |  |  |  |  |  |
|  |                                            |  |  |  |  |  |  |  |  |  |  |  |  |  |  |  |